# D・J・ウィリアムズ (タイトエンド)
D. J. ウィリアムズ（D. J . Williams 1988年9月10日- ）はテキサス州フォートワース出身の元アメリカンフットボール選手。現役時代のポジションはタイトエンド。

## 経歴
彼は若い頃、母親、姉妹と共にアルコール中毒、薬物中毒で家族への虐待を行う父親から逃れ、アーカンソー州リトルロックに移り住んだ。
アーカンソー大学に進学した彼は、2008年、50回のレシーブを記録し、AP通信よりサウスイースト・カンファレンスのオールチームに選ばれた。
2010年には54回のレシーブで627ヤード、4TDをあげて、カレッジフットボール最高のタイトエンドに与えられるジョン・マッキー賞を受賞した。
2011年のNFLドラフト5巡でグリーンベイ・パッカーズに指名されて入団した。
パッカーズでは2012年までの2シーズンを控えで過ごし、わずか9回のレシーブにとどまった。
2013年8月31日にパッカーズからウェイバー公示されたが、翌9月1日、ジャクソンビル・ジャガーズからクレームされて、加入した。11月4日にロースターに昇格するダニー・ノーブルズの代わりに、ジャガーズから解雇された。ジャガーズでは先発1試合を含む7試合に出場した。11月26日にニューイングランド・ペイトリオッツと契約、12月4日にウェイバー公示されたが、ペイトリオッツの先発TEロブ・グロンカウスキーがシーズン絶望となったため、12月9日に再度契約を結んだ。

## 人物
NFL.comのアナリスト、マイケル・ロンバルディからは、ハーフバックタイプの選手と評価されている。